# Церковь Святой Параскевы (Несебыр)
Церковь Святой Параскевы, XIII век, Несебыр — однонефная церковь с характерным нартексом и алтарной апсидой. Конструкция крыши не сохранилась. Можно предположить, что церковь была купольной. Вероятно, над нартексом возвышалась башня-колокольня. Кладка смешанная — кирпичная и каменная, глыбы тщательно отёсаны. Фасады решены в керамико-пластичном стиле.